# 羅美路·盧卡古
羅美路·梅纳马·盧卡古·保寧高利（荷蘭語：Romelu Menama Lukaku Bolingoli，發音：[ˈroːmeːlu luˈkaːku]；1993年5月13日—）出生於比利時安特卫普，是一名剛果民主共和國血统的比利时職業足球員，司職中锋。現効力意甲俱樂部拿坡里，比利時國家足球隊成員。他的弟弟佐敦·盧卡古曾經效力意甲俱樂部拉素。
卢卡库身高1.91米，慣用左脚。盧卡古的父母是剛果民主共和國人。父親曾代表薩伊國家足球隊參加比賽。

## 球会生涯

### 青年队
卢卡库出生于安特卫普，但他拥有刚果民主共和国血统，他的父亲罗杰·卢卡库也曾是一名职业球员，他的弟弟當时也效力安德莱赫特。卢卡库在青年队的入球率让人吃惊。6岁的时候，卢卡库加入了利亞斯，在利亞斯效力的6年里，卢卡库在68场青年队比赛中攻入了130个入球。之后他在布鲁塞尔上阵68场攻入68个入球，踢了一年后便转投安德莱赫特，上阵88场取得121个入球。卢卡库在15岁时参加U-19联赛，面对通常是比他大4岁的对手，他在17场比赛中不可思议的攻入了26球。

### 安德莱赫特
卢卡库在比甲首次上阵是在2009年5月24日对阵标准列日的赛事，他在第69分钟后备上阵。这场比赛也标志着卢卡库在安德莱赫特已经崛起。
2008/09赛季他才首次为安德莱赫特一队亮相，2009/10球季他已经成为队中的主力射手。本赛季开始以来，卢卡库已经在比甲和欧洲赛事的21场比赛中攻入了12个进球，这还是在经常后备出场的情况下拿到的数据。在对阵里昂的比赛中，卢卡库代表安德莱赫特出战。虽然安德莱赫特最终落败，但是卢卡库却已16岁的年纪成为了欧洲联赛冠军杯史上最年轻的球员。在欧联杯小组赛最后一轮比赛，卢卡库梅开二度协助安德莱赫特以3-1击败阿贾克斯顺利出线，他也以16岁零218天的年龄，成为了欧洲赛事历史上第三年轻的入球球员。
这名备受全世界瞩目的新星，世界足坛上最有前途的新秀吸引了多间大球会的注意，包括英超球会埃弗顿、切尔西、曼聯、阿森纳，西甲劲旅皇家马德里、巴塞罗那及意甲球会AC米兰。

### 切尔西
卢卡库在2011/2012球季加盟英超球隊切尔西，轉會費為1300万鎊，並在切尔西預備隊表現優秀，在5場比賽中攻入5球。
2012年8月，切尔西宣佈將盧卡古租借至英超球會西布罗姆维奇，為期一年。

### 西布罗姆维奇(外借)
2012年8月10日，盧卡古正式以外借身份加盟西布罗姆维奇。
2012年8月19日，盧卡古在對陣利物浦的賽事中後備上陣，在77分鐘以頭鎚破門，協助球隊以3-0大勝，這個入球也是他的第一個英超入球。
2013年1月，由於母會切尔西前鋒線兵源緊張，曾經傳出藍軍打算提早召回盧卡古，但最終也沒有成事。
2013年5月19日，西布罗姆维奇主場迎戰當屆冠軍曼聯，盧卡古正選上陣，這是他在西布罗姆维奇的外借生涯中最後一次比賽。西布罗姆维奇在上半場以1比3落後，但憑著盧卡古分別在55分鐘，81分鐘和86分鐘進球，大演驚人的帽子戲法，西布罗姆维奇最終以5比5迫和對手。值得一提的是，英超成立21年間，曼聯只被3位球員上演帽子戲法，盧卡古就是其中一個。
最終，盧卡古在西布罗姆维奇短短效力一年，整個賽季就攻入了17球，而且所有皆是英超入球。他在英超射手榜上排名第6，比著名射手鲁尼和哲科等人還要高。

### 埃弗顿(外借)
2013年9月3日，英超球會埃弗顿從切尔西借用盧卡古一個球季。

### 埃弗顿
2014年7月31日凌晨，英超球隊埃弗顿正式宣布卢卡库正式加盟球队。而愛華頓花费了打破俱乐部转会费纪录的2800万英镑。

### 曼聯
2017年7月8日，曼聯與愛華頓已達成協議，以7,500萬鎊之轉會費，簽入比利時中鋒盧卡古。
2019年2月28日至3月6日，盧卡古職業生涯首次連續三場梅開二度，一周内进6球，助曼聯克服傷患潮，主場3-2絕殺修咸頓進佔英超前四名，以及在歐冠十六強「巴黎雨夜」3-1奇蹟逆轉聖日耳門。（盧卡古開賽2分鐘時壓迫巴黎防綫令他們回傳失誤，把握機會冷靜地扭過保方窄角度射成1-0，取得夢幻開局。30分鐘，拉舒福特遠射迫得保方犯錯後，盧卡古補中為曼聯再次領先2-1。這兩個入球是盧卡古職業生涯的第二及第三個歐冠淘汰賽入球。）上一位連續三場比賽梅開二度的曼聯球員已是2006年的C·朗拿度。

### 國際米蘭
2019年8月8日，盧卡古轉投國際米蘭，簽訂五年合約。
2019年8月27日，盧卡古代表國米處子上陣對萊切，並取得一個入球。

### 重返車路士
2021年8月7日，車路士官方宣佈與盧卡古簽約五年，打破球隊轉會紀錄高達1.15亿欧元。與此同時其累積轉會費累積至3億歐元，成為目前世界上累積轉會費最多的球員。

### 重返國際米蘭
2022年6月30日，車路士官方宣佈盧卡古外借予國際米蘭 。然而在2022/23的歐冠決賽上，卢卡库竟挡出队友射门，国际米兰最终也0-1不敌曼城，屈居亚军。
在欧冠决赛之后正当国际米兰打算买断卢卡库时，卢卡库却玩起了“失踪”，在一个星期之内都没有回应来自俱乐部以及队友的电话，后来被指出在“勾结”尤文。尽管卢卡库尝试着与国际米兰解释，但是这一举动已经惹怒了众多国际米兰球迷以及国际米兰高层，国际米兰总监奥西利奥更是回应他：“交易已经结束。” 而尤文也有“提前接触”球员的嫌疑，盧卡庫現在而轉會於羅馬。

## 国家队
卢卡库曾为比利时U-21上阵，他出战首场比赛对斯洛文尼亚U-21的赛事中取得一个入球。
2010年2月24日，16岁的卢卡库获得艾禾卡特的赏识，首次入选比利时国家足球队的名单，参与对阵克罗地亚的友谊赛。
2016年歐洲足球錦標賽，盧卡古的表現未如理想，比利時於八強被賽前預期不被看好的威爾斯淘汰出局。
在2018年世界盃，盧卡古擔任主力的比利時國家隊，一洗過去在國際大賽中不團結的陋習，取得世界盃季軍。盧卡古個人在賽事射入四個入球。
在2022年世界盃對戰克羅埃西亞的比賽中，盧卡古一個人錯失了四次進球良機，讓比利時無法打進16強，可說是憑一己之力送整個國家回家

## 個人生活
除了母语法语和荷兰语外，卢卡库还能说英语、葡萄牙语、意大利语、西班牙语和斯瓦希里语，还懂一點德语。
卢卡库是一名天主教徒，经常在比赛前后祈祷。盧卡庫不喝酒。
2020年，卢卡库在国际米兰对阵桑普多利亚的比赛中进球後，单膝下跪并高举拳头，相應美國的黑人的命也是命运动，他通過這種方式向乔治·弗洛伊德致敬。

## 荣誉

### 球會
安德莱赫特
- 比利时甲级足球联赛 冠军：2009-10

国际米兰
- 歐霸盃亞軍：2019-20
- 義大利足球甲级联赛冠军：2020-21[17]
- 義大利超級盃冠军：2022[18]
- 義大利盃冠军：2022-23

切爾西
- 世界冠軍球會盃冠軍：2021[19]

 拿玻里
- 意甲冠軍：2024–25[20]

### 國家隊
比利時
- 世界盃季軍：2018

### 个人
- 比利时甲级足球联赛最佳射手：2009/10年
- 入選歐洲國家盃最佳陣容：2020年